# Sueco

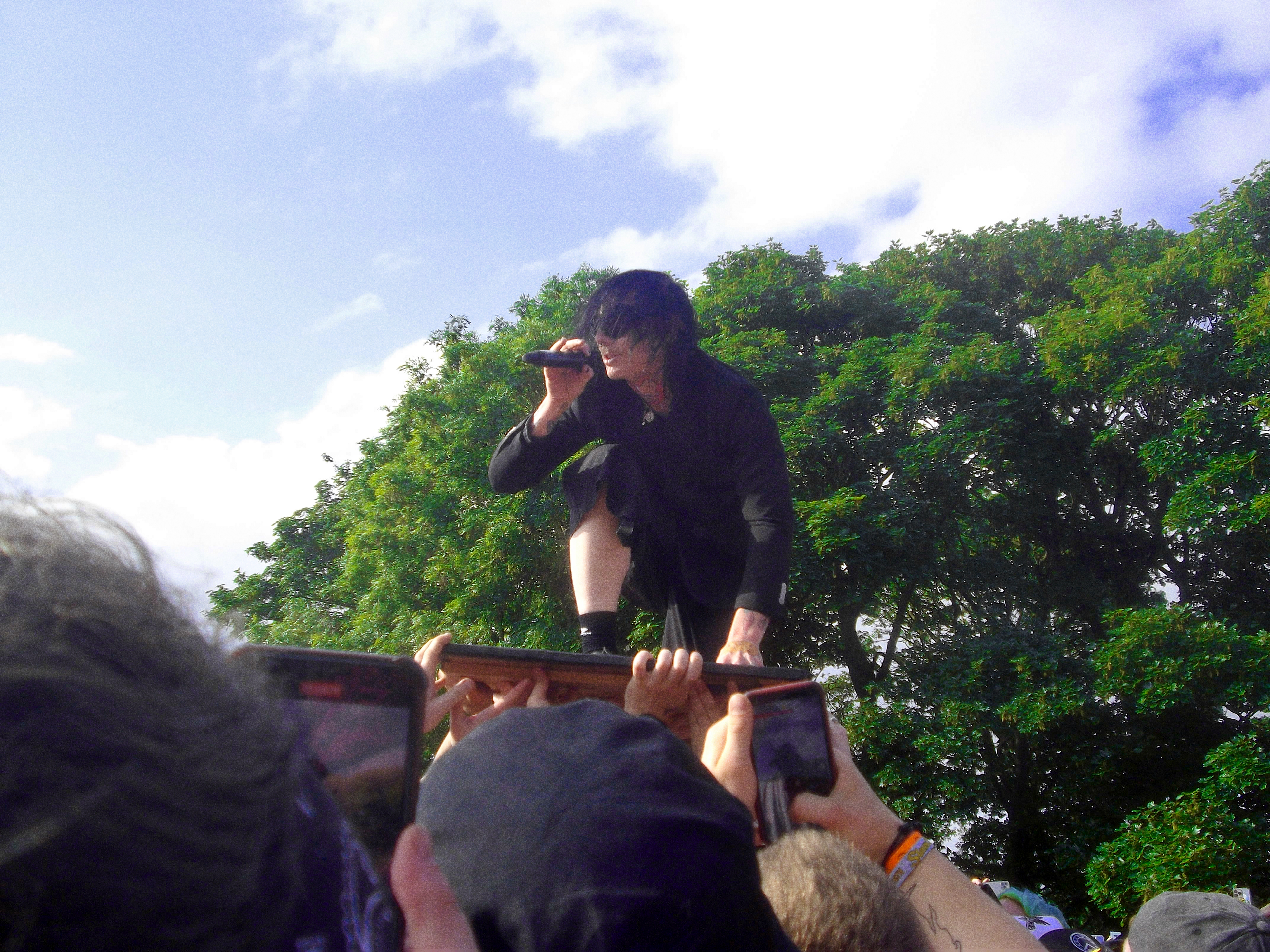
Sueco (2023)

Sueco (bürgerlich: William Henry Victor Schultz; * 28. Januar 1997 in Los Angeles), auch bekannt als Sueco the Child, ist ein US-amerikanischer Rapper und Sänger.

## Werdegang
Schultz wuchs in der kalifornischen Stadt Pasadena in einer überwiegend Spanisch sprechenden Nachbarschaft auf. Da seine Vorfahren aus Schweden und Finnland stammen erhielt er den Spitznamen Sueco, das spanische Wort für schwedisch. Sein Vater arbeitete als Fernfahrer. Während Schultz die Middle School besuchte verstarb seine Mutter an Brustkrebs, wodurch er eine Zeit lang an Depressionen litt. Hilfe fand er durch einen einmonatigen Aufenthalt in Spanien als Austauschschüler. Nach dem Abschluss an der High School, wo er in einer Jazz-Band spielte, erhielt er eine Zulassung für das Berklee College of Music in Boston. Da seine Familie sich das dortige Schulgeld nicht leisten konnte, besuchte Schultz die California State University in Northridge. Musikalisch wurde Sueco zunächst von Rockbands wie A Day to Remember und Bring Me the Horizon beeinflusst, bevor er mit 15 Jahren die EDM-Musik durch Künstler wie Blackmill für sich entdeckte. Später begann er zu rappen.
Nach einer Reise nach Puerto Rico beschloss er, das College zu verlassen und eine Karriere als Musiker zu starten. Zunächst zog er nach Nashville, bevor er nach Los Angeles zurückkehrte und Beats für lokale Rapper produzierte. Im Sommer 2018 begann Sueco, mit seinem Freund Beatvideos zu produzieren, bevor er noch im selben Jahr mit Henny in the Trunk seine erste Single veröffentlichte. Im Frühjahr 2019 gelang ihm mit der Single Fast der Durchbruch, nachdem der Titel auf der Plattform TikTok viral ging und später mit einer Goldenen Schallplatte ausgezeichnet wurde. Im Mai 2019 wurde Sueco von Atlantic Records unter Vertrag genommen. Am 20. September 2019 erschien die EP Miscreant.
Im Jahre 2021 veränderte Sueco seinen Stil in Richtung Pop-Punk und Rock und veröffentlichte zusammen mit dem Blink-182-Schlagzeuger Travis Barker die Single SOS, bevor er im August des Jahres mit der Single Paralyzed TikTok erstmals die Billboard Hot 100 erreichte. Am 4. März 2022 veröffentlichte Sueco sein Debütalbum It Was Fun While It Lasted, das auf Platz 122 der Billboard 200 einstieg. Als Gäste sind Travis Barker und Arizona Zervas zu hören. Zeitgleich mit der Albumveröffentlichung erhielt die Single Paralyzed Gold in den Vereinigten Staaten.

## Stil
Startete Sueco noch als Rapper, veränderte er seinen Stil zunehmend in einen Hybriden aus Hip-Hop, Hardcore Punk und Alternative Rock. Zu seinen Haupteinflüssen zählt er Musiker wie Kanye West, Kendrick Lamar, The Weeknd und Bands wie Green Day und My Chemical Romance. Da seine Einflüsse breit gefächert sind, fühlt es sich für ihn „natürlich an, zwischen diesen hin- und herzuspringen“. Sueco will, dass „seine Musik genau so viel aussagt wie seine Texte“. Daher wäre Kanye West einer seiner Lieblingskünstler. Sueco möchte mit seiner Musik anderen Menschen helfen, so wie ihm Musik in früheren Zeiten geholfen hat.

## Diskografie
Studioalben

| Jahr | Titel Musiklabel                            | Höchstplatzierung, Gesamtwochen, AuszeichnungChartsChartplatzierungen (Jahr, Titel, Musiklabel, Platzierungen, Wochen, Auszeichnungen, Anmerkungen) | Anmerkungen                         |
| Jahr | Titel Musiklabel                            | US | Anmerkungen                         |
| ---- | ------------------------------------------- | --- | ----------------------------------- |
| 2022 | It Was Fun While It Lasted Atlantic Records | US122 (1 Wo.)US | Erstveröffentlichung: 4. März 2022  |
| 2024 | Attempted Lover Suecotic Records            | — | Erstveröffentlichung: 19. Juli 2024 |